# TV Educativa de Porto Alegre
TV Educativa (também conhecida como TVE RS) é uma emissora de televisão brasileira sediada em Porto Alegre, capital do estado do Rio Grande do Sul. Opera no canal 7 (30 UHF digital) e é afiliada à TV Brasil. A emissora, juntamente com a FM Cultura, pertence à Diretoria de Radiodifusão e Audiovisual da Secretaria de Comunicação e Inclusão Digital do Governo do Estado do Rio Grande do Sul. Seus estúdios ficam localizados no bairro de Santa Tereza, na antiga sede da TV Piratini, e sua antena de transmissão está no alto do Morro da Polícia.

## História
A TV Educativa foi inaugurada em 29 de março de 1974, e sua programação era produzida em parceria com a Pontifícia Universidade Católica do Rio Grande do Sul (PUCRS).

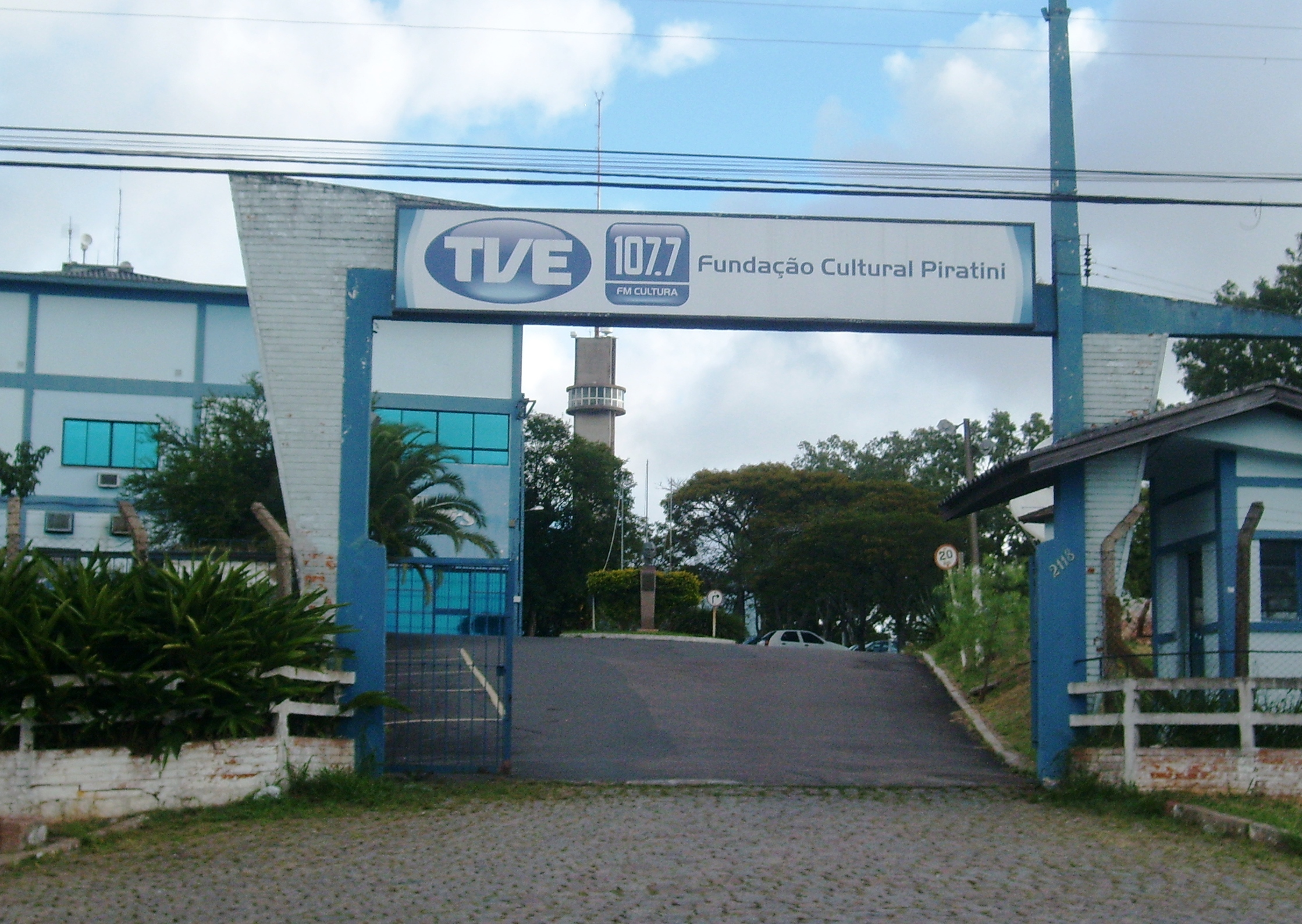
Sede da TVE RS

A emissora transmitia em preto-e-branco até o início da década de 1980. Quando José Antônio Daudt assumiu sua programação, em 1980, conseguiu reunir um grupo de jornalistas consagrados, como Tânia Carvalho e Tatata Pimentel para um café da manhã ao vivo, onde discutiam, em transmissão ainda em preto-e-branco, os assuntos do momento.
Em 1981, a sede da emissora, dentro do campus da PUCRS sofre um incêndio e a emissora acaba se transferindo para a sede da antiga TV Piratini, no Morro Santa Teresa, onde permanece até hoje, mesmo tendo uma sede nunca usada desde a sua fundação no Jardim Botânico de Porto Alegre.
Com a chegada de Cândido Norberto à presidência da estatal, a programação da emissora passou a se destacar no cenário televisivo gaúcho. O primeiro programa a causar grande impacto, ainda sob a ditadura militar, era o Pra Começo de Conversa, apresentado por Cunha Júnior e, mais tarde, por Eduardo Bueno. Esse programa foi o primeiro a dar espaço para as bandas de rock gaúchas, sendo sucedido pelo Radar. Era apresentado diariamente às 19h30 e tinha como cenário um quarto de jovem, com discos LP e pôsteres de Jim Morrison, Janis Joplin e outros estampando as paredes. O apresentador e os convidados sentavam em uma cama de solteiro ornamentada por uma guitarra. Cândido Norberto também tinha seu programa diário, um longo comentário de quase 15 minutos, antes do Pra Começo de Conversa, como uma éspecie de ombdusman. Além disso, existia um programa feminino, com Magda Beatriz, chamado Sem Retoque. 
Em 9 de abril de 1983, as instalações da emissora sofreram mais um incêndio, já na antiga sede da extinta TV Piratini no Morro Santa Teresa, quando se perderam todo o acervo da emissora até então e quase todos os filmes da TV Piratini.
Outros programas foram criados nessa época, fazendo história. Tânia Carvalho apresentava diariamente, das 18h às 19h, o Mãos à Obra, com entrevistas sobre cultura, música e comportamento. Isabel Ibias passou a apresentar um programa de debates culturais às 13h.
A administração de Bibo Nunes, durante o governo de Alceu Collares, foi certamente a mais polêmica. A partir dessa administração foi que começou a afiliação da TVE com a TV Cultura e, também com a TVE Brasil. Nessa época, a TVE RS adquiriu teleprompters, câmeras novas e expandiu seus transmissores pelo Estado. Lançou e apresentou o programa 7 No Ar, baseado no Câmera 2, de Clóvis Duarte, que discutia os assuntos locais do dia em horário nobre. Ao lado de Bibo, Vera Armando, Rejane Noschang, Sérgio Schueller, Lena Kurtz e José Fontela. No horário do almoço, foi criado o Cidade Urgente,um programa semelhante ao Jornal do Almoço, inclusive contando com a participação de sua recentemente demitida apresentadora Maria do Carmo. Também participavam do programa de quadros de comentários com Eduardo Bueno, o cineasta José Pedro Goulart e outros.

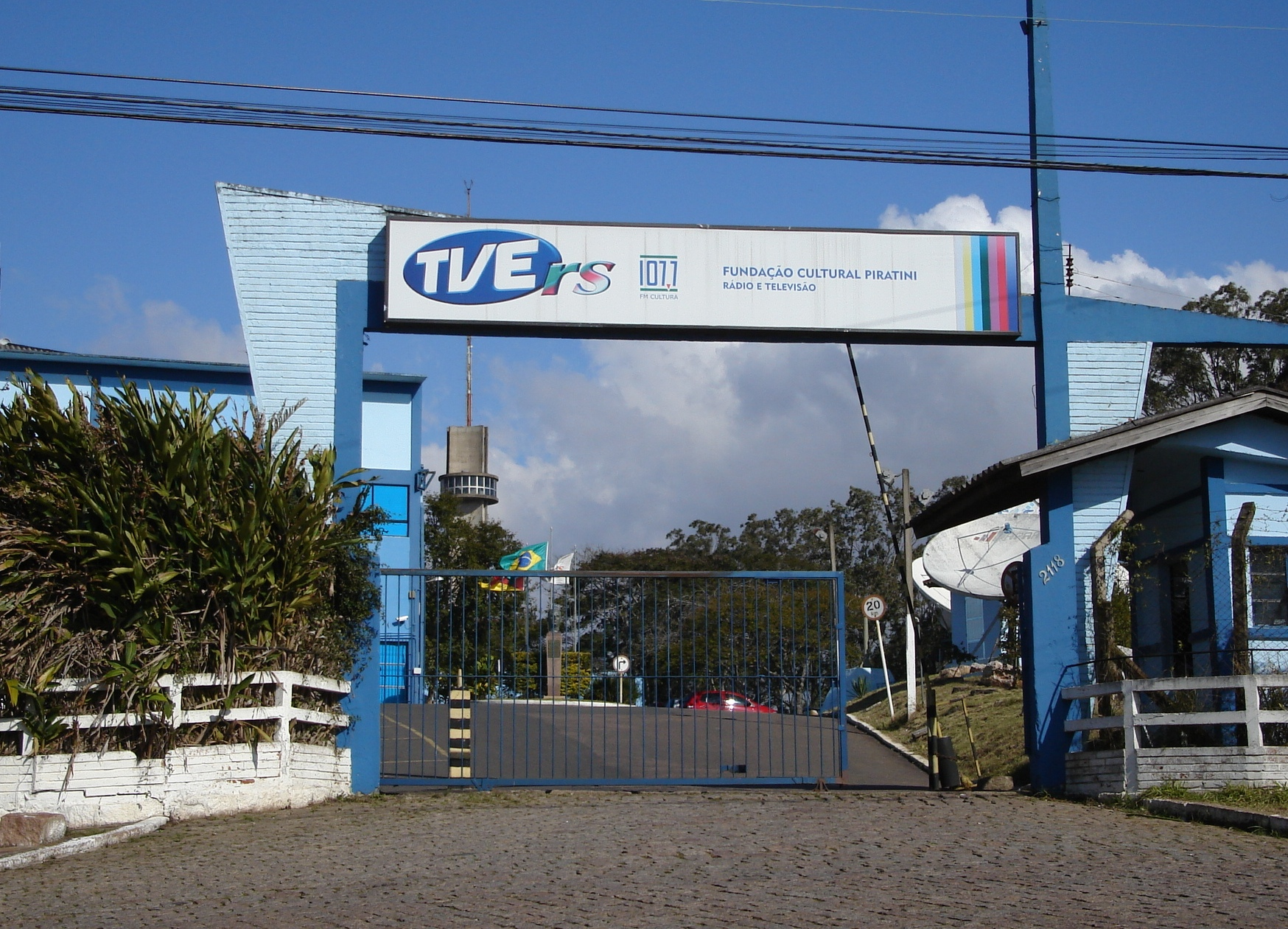
Sede da TVE em 2007.

A primeira-dama de Alceu Collares, a então Secretária Estadual da Educação Neuza Canabarro, revoltada com um comentário de Tânia Carvalho sobre o governador, invadiu o estúdio onde era feito o Mãos à Obra e exigiu, com sucesso, o cancelamento imediato do programa.
O programa Radar marcou época, dando espaço a bandas de rock gaúchas e visitantes, dicas para os jovens e informações culturais. Uma das primeiras apresentadoras foi Marla Martins.

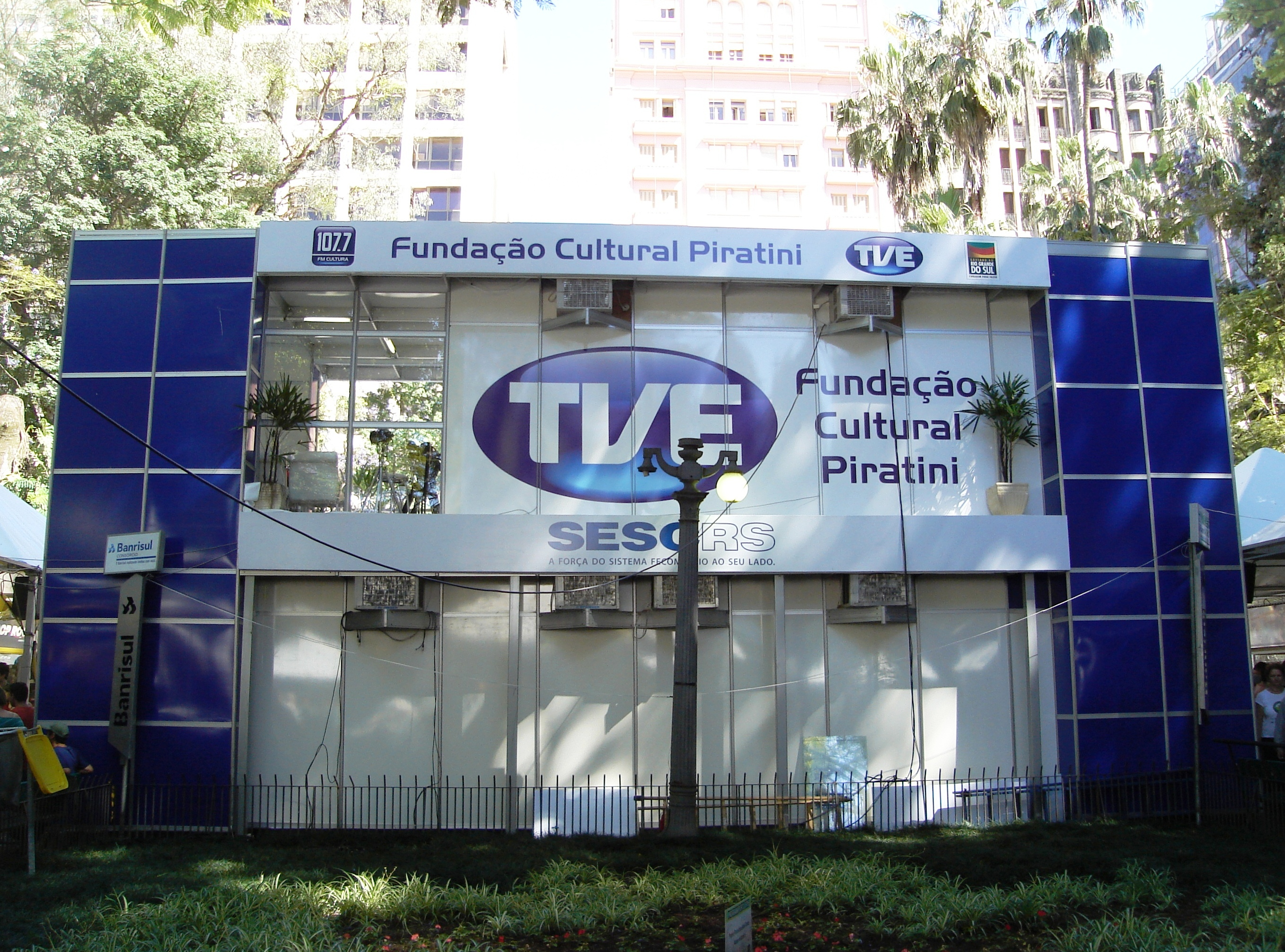
Estúdio da emissora na Feira do Livro de Porto Alegre

Na década de 2000, a emissora integrou a Rede Pública de Televisão, fundada na década anterior, unificando diversas emissoras educativas, entre elas a própria TVE, a TV Cultura e a TVE Brasil. Essa rede foi desfeita em 1º de dezembro de 2007.
Desde 2 de dezembro de 2007, dia da inauguração da TV Brasil, a TVE-RS deixou de transmitir os programas que eram exibidos pela extinta TVE Brasil e passou a retransmitir apenas o sinal da TV Cultura.
A partir de fevereiro de 2011, a TVE começou a fazer parte da Rede Nacional de Comunicação Pública e a retransmitir gratuitamente parte da programação da TV Brasil, transmitindo em massa a programação da nova rede. Depois de cinco anos fora do ar, volta a São Borja na Fronteira-Oeste com o canal 4.
Em fevereiro de 2014, a emissora fez a primeira transmissão oficial em alta definição: a cobertura do Carnaval de Porto Alegre, exibindo os desfiles dos grupos Intermediário A, Acesso e desfiles de Tribos Carnavalescas. Juntamente com os festejos carnavalescos, estreou uma nova versão de sua logomarca, em comemorações ao seus 40 anos de fundação.
Em 2015, sob nova gestão, a emissora sofreu um grande corte de gastos e a transmissão do Carnaval de Porto Alegre foi cancelada. Em 18 de maio de 2015 a emissora retomou a parceria com a TV Cultura para retransmitir o conteúdo da mesma. Em 21 de novembro de 2016, o governador José Ivo Sartori anunciou a extinção da Fundação Piratini, que era a mantenedora da emissora, deixando o futuro da emissora  incerto. Em 21 de dezembro, a Assembléia Legislativa do Rio Grande do Sul aprovou a extinção de 6 fundações, entre elas a Fundação Cultural Piratini. A partir de então, um série de decisões judiciais barrou as demissões dos funcionários das emissoras.  
A negociação coletiva para desligamento dos servidores atravessou quase todo ano de 2017, mas foi interrompida em outubro, quando o Governo do Estado conseguiu uma liminar do ministro Gilmar Mendes para que pudesse se abster de negociar com os servidores. Posteriormente, nova liminar foi concedida por parte da Justiça do Trabalho, indicando que os funcionários da Fundação aprovados por concurso não poderiam ser demitidos por terem adquirido estabilidade. O governo recorreu novamente ao STF para que pudesse proceder às rescisões de contrato, sem sucesso.
Para driblar a liminar e continuar com o processo de extinção, o governo estadual desligou os servidores sem estabilidade em novembro de 2017, instaurou um Programa de Demissão Voluntária e estudou a realocação do restante do quadro no início de 2018. Posteriormente, a extinção virou alvo do Tribunal de Contas do Estado, que solicitou, via medida cautelar, a suspensão do processo em abril de 2018, até a conclusão de uma auditoria que apontasse a garantia da manutenção dos serviços essenciais, prestados pela Fundação, após sua extinção - a saber, a produção e veiculação de conteúdo ligado à comunicação pública.
Em maio de 2018, os Ministérios Públicos Federal e de Contas emitiram recomendação ao Governo do Estado para que não extinguisse a Fundação Piratini. Os órgãos alegaram que o fim da entidade e a veiculação das emissoras a uma secretária fariam com que ambas perdessem o caráter público e adquirissem caráter estatal. A recomendação também foi feita ao Ministério de Ciência e Tecnologia para que não transferisse a concessão da TVE e da FM Cultura ao Estado, e que elas seguissem vinculadas à Fundação. O governo, entretanto, ignorou a recomendação e impetrou um mandado de segurança no Tribunal de Justiça do RS, conseguindo liminar que derrubava a medida cautelar do Tribunal de Contas e garantisse, novamente,e o andamento do processo de extinção.
Diante da nova decisão, o governo emitiu, no fim de maio de 2018, um decreto declarando o encerramento das atividades da Fundação Piratini. Apesar do CNPJ ainda não ter sido extinto e a concessão seguir vinculada à entidade, as atividades antes ligadas à Fundação ficam veiculadas agora à Diretoria de Radiodifusão e Audiovisual da Secretaria de Comunicação. O decreto também definiu a extinção do Conselho Deliberativo da Fundação, composto por 26 membros de entidades que representam os interesses da Sociedade Civil (como o CPERS para os professores, a Famurs para os municípios, entre outros) e fundamental para a manutenção da diversidade da programação das emissoras. Em seu lugar, foi criado um Conselho Consultivo, composto por 11 membros de 3 secretarias de Estado, 4 fundações privadas e associações e dois membros da Sociedade Civil indicados pelo governo, que não mais orientarão a programação, mas apenas serão consultados sobre ela quando o governo assim solicitar.
Apesar das alegações de que uma nova programação deve estrear, o futuro das emissoras ainda é incerto, uma vez que fontes do governo, após o encerramento das atividades, informaram ainda precisarem pensar em uma alternativa para os antigos programas veiculados.
Com o fim das atividades da Fundação Piratini, a TVE e a FM Cultura passam a ficar vinculadas à nova Diretoria de Radiodifusão e Audiovisual da Secretaria de Comunicação. Até o dia 4 de junho de 2018, a emissora seguiu retransmitindo o sinal por satélite da TV Brasil, sem programação local. Um projeto de terceirização das atividades da emissora chegou a ser anunciado, mas não recebeu aval do então governador José Ivo Sartori porque sequer foi feito um estudo jurídico sobre a legalidade da proposta.
Uma semana depois a TVE voltou ao ar, voltando a retransmitir a TV Cultura e a gerar programação local.
Desde 2019, com o início do governo de Eduardo Leite, as equipes da TVE foram mantidas, e a proposta de ceder a emissora para a iniciativa privada acabou sendo descartada. Também houve a retomada da programação esportiva, por meio de parceiras que permitiram a transmissão ao vivo do Campeonato Gaúcho de Futsal da Série Ouro, além dos jogos finais da Liga Gaúcha de Futsal. Em 2020, após a pandemia de Covid-19, a TVE precisou se readequar às determinações do governo estadual. A maior parte dos profissionais passou a trabalhar remotamente, e os dois principais programas da grade de programação, o Estação Cultura e o Radar, ambos voltados ao jornalismo cultural, foram suspensos de forma temporária, devido ao adiamento de várias atividades culturais no Rio Grande do Sul. Ao mesmo tempo, desde maio de 2020, em parceria com a Secretaria Estadual de Educação. a TVE começou a veicular, de segunda a sexta, aulas preparatórias para o ENEM, tendo como objetivo reduzir os prejuízos causados pelo cancelamento das aulas presenciais nas escolas da rede pública do estado.
Em 18 de agosto de 2020, deixou de transmitir à TV Cultura, mas mantendo sua parceria com a TV Brasil.

## Sinal digital
| PSIP | Canal  | Resolução de tela | Programação                                 |
| ---- | ------ | ----------------- | ------------------------------------------- |
| 7.1  | 30 UHF | 1080i             | Programação principal da TVE RS / TV Brasil |

O Ministério das Comunicações concedeu à emissora em 6 de agosto de 2012 o canal 30 UHF para transmissões digitais, e a emissora iniciou suas transmissões em caráter experimental às 17h00 do dia 1º de outubro de 2013. A sua primeira transmissão de conteúdo em alta definição foi o Carnaval de Porto Alegre em 2014.
Transição para o sinal digital
A emissora anunciou em 13 de janeiro de 2017 que iria desligar o seu sinal analógico em 31 de janeiro,  exatamente um ano antes da data prevista no cronograma oficial da ANATEL. À 0h01 do dia 1º de fevereiro, a emissora encerrou suas transmissões pelo canal 7 VHF, deixando apenas o sinal digital no ar.
Multiprogramação
A emissora pública será a única do Rio Grande do Sul a ter multiprogramação.

## Programas
Além de retransmitir a programação nacional da TV Brasil, a TVE RS produz os seguintes programas:
- Consumidor em Pauta
- Ecodesafio
- Especiais TVE
- Estação Cultura
- Frente a Frente
- Histórias do Sul
- Radar
- Redação TVE
- Rio Grande Rural
- Singulares
- TVE Esportes

Diversos outros programas compuseram a grade da emissora e foram descontinuados:
- 7 no Ar
- Curta TVE
- Corpo & Alma
- Galpão Nativo
- Interação
- Jornal da TVE
- Linha Direta
- Mãos á Obra
- Minuto Rede RS
- Palcos da Vida
- Pandorga
- Panorama
- Paralelo Sul
- Primeira Pessoa
- Radiovisão
- Rede RS
- Sala de Aula
- TV Cine
- TVE em Dia
- TVE Meio-Dia
- TVE Repórter
- TVE Vestibular
- Trocando Ideias
- Viva Bem
- X da Questão

## Retransmissoras
- Bagé - 3 VHF
- Caçapava do Sul - 7 VHF
- Cachoeira do Sul - 9 VHF
- Carazinho - 44 UHF
- Cruz Alta - 34 UHF
- Erechim - 13 VHF
- Gramado - 28 VHF
- Itaqui - 49 UHF / 28 UHF digital
- Osório - 9 VHF
- Santa Cruz do Sul - 55 UHF / 30 UHF digital
- Santa Rosa - 9 VHF
- Santana do Livramento - 8 VHF
- Santo Ângelo - 10 VHF
- São Borja - 4 VHF
- Torres - 5 VHF
- Uruguaiana - 2 VHF
- Xangri-lá - 9 VHF

## Slogans
- 1991: Toda nova, toda nossa
- 1991: A visão do Rio Grande
- 2003: A TV pública do Rio Grande
- 2007: Faz bem ver
- 2014: Cultura muda sua vida